# XPNAV 1
XPNAV 1 (acronyme de Maichong Xing Shiyan Weixing) est un mini-satellite expérimental chinois destiné à mettre au point une nouvelle technique de positionnement dans l'espace utilisant les signaux des pulsars. Le satellite placé sur une orbite héliosynchrone le 10 novembre 2016 par un lanceur léger Longue Marche 11 utilise deux télescopes expérimentaux à rayons X pour dresser une carte des pulsars pouvant être utilisés par une sonde spatiale pour se positionner avec précision dans le système solaire. La mission doit durer de 5 à 10 ans.

## Contexte
Les sondes spatiales qui explorent le système solaire doivent pouvoir déterminer avec précision leur position pour atteindre leurs objectifs. La technique actuelle de localisation repose sur l'analyse des signaux radio échangés entre la sonde spatiale et le réseau de grandes antennes sur Terre gérant les communications avec ces engins spatiaux : Deep Space Network de la NASA ou ESTRACK de l'Agence spatiale européenne. Cette technique nécessite que la sonde spatiale communique régulièrement avec les stations terrestres ce qui nécessite que ces équipements très couteux soient monopolisés périodiquement par cette tache. La navigation à l'aide de pulsars est une solution alternative étudiée pour réduire cette source de cout.
Le pulsar est une étoile à neutrons qui tourne très rapidement sur elle-même (période typique de l'ordre de la seconde, voire beaucoup moins pour les pulsars milliseconde) et émettent un fort rayonnement électromagnétique  dans la direction de son axe magnétique. La pulsation du signal des pulsars milliseconde est plus régulière que celle d'une horloge atomique et sa source peut être identifiée grâce aux caractéristiques temporelles de son signal et sa fréquence d'émission. Les pulsars émettant un rayonnement X peuvent être utilisés comme un phare : avec un récepteur de rayonnement X embarqué, un engin spatial en repérant la position de plusieurs pulsars peut, par triangulation, déterminer sa position avec une grande précision. L'engin spatial peut ainsi évaluer, sans mise en œuvre d'équipements sur Terre, les modifications à effectuer dans sa trajectoire pour accomplir sa mission. 
La mise au point de ce mode de navigation, baptisé XNAV, se heurte toutefois à plusieurs difficultés. Il nécessite en premier lieu de constituer des tables d'éphémérides extrêmement précises des pulsars à rayons X dont le signal est utilisé. Mais la difficulté est avant tout technique : la précision des observations effectuées par l'engin spatial nécessite dans l'état de l'art des télescopes beaucoup trop lourds. La recherche porte sur de nouvelles  techniques de fabrication des miroirs permettant de limiter leur masse : plaques de silicium avec pores optiques, miroir en verre avec micro-pores...
L'Académie chinoise de technologie spatiale (CAST) a développé le satellite XPNAV 1 destiné à mettre au point des instruments adaptés à ce besoin. XPNAV 1 constitue la première étape d'une démarche visant à aboutir à un système opérationnel. L'étape suivante prévue 2 à 3 ans plus tard sera de lancer un satellite de taille moyenne pour accumuler les observations des pulsars X afin de construire une base de données puis de tester l'algorithme de navigation une fois que les caractéristiques temporelles de 3 à 5 pulsars ont été déterminées avec précision. La troisième étape consistera à lancer une constellation de satellites exploitant le nouveau système de navigation. L'agence spatiale américaine, la NASA, a développé de son côté l'instrument SEXTANT qui utilisera le rayonnement X collecté par les 56 télescopes de l'observatoire NICER qui a été installé à bord de la Station spatiale internationale en juin 2017.

## Objectif de la mission
L'objectif de la mission XPNAV 1 est de valider la capacité des instruments embarqués en observant et identifiant huit pulsars :
| Désignation | Autre désignation | Ascension droite J2000 | Déclinaison J2000 | Période de rotation |
| ----------- | ----------------- | ---------------------- | ----------------- | ------------------- |
| B0531+21    | pulsar du Crabe   | 83.63303               | 22.01449          | 33.085              |
| B1617-155   | Sco X-1           | 244.979                | −15.640           | 3.200               |
| B1758-250   |                   | 270.284                | −25.079           | 3.000               |
| B1813-140   |                   | 274.006                | −14.036           | 3.300               |
| GROJ1744-28 |                   | 266.138                | −28.741           | 467.000             |
| B0540-69    |                   | 85.04668               | −69.33171         | 50.499              |
| B1509-58    |                   | 228.48175              | −59.13583         | 150.658             |
| J1846-0258  |                   | 281.60392              | −2.97503          | 325.684             |

## Caractéristiques techniques
Le mini-satellite, construit par CAST, a une masse de 270 kg et est stabilisé 3 axes. Son énergie lui est fournie par deux panneaux solaires. La charge utile est constituée par deux instruments  chargés de recueillir et analyser le rayonnement X des pulsars, :
- TSXS (Time-resolved Soft Xray Spectrometer) repose sur  une optique Wolter comportant 4 miroirs emboités avec une surface collectrice de 30 cm² et un champ de vue de 15 minutes d'arc. Les photons X, dont l'énergie est comprise entre 0,5 et 10 keV (rayons X mous), sont collectés par un détecteur à dérive en silicium (SDD) couplé à une horloge au rubidium étalonnée par un récepteur GPS. Un premier pointage est réalisé à l'aide d'un viseur d'étoiles. La résolution temporelle est de 1,5 𝜇s, la résolution en énergie est de 180 eV à 5,9 keV.
- HTPC (High Time resolution Photon Counter) est un instrument à collimation dont le champ de vue est de 2° et qui utilise une galette de microcanaux pour détecter les photons X dont l'énergie est comprise entre 1 et 10 keV. Sa résolution temporelle de 100 nanosecondes et sa surface collectrice de 1200 cm² sont supérieures à celles de TSXS.

## Déroulement de la mission
Le satellite a été placé sur une orbite héliosynchrone de 500 km (inclinaison orbitale de 97,4°) par un lanceur léger Longue Marche 11 tiré depuis la base de lancement de Jiuquan qui a également mis en orbite 3 autres nano-satellites. La mission doit durer de 5 à 10 ans. Les premiers résultats obtenus en mars 2017 en effectuant 162 observations du pulsar du Crabe (5 millions de photons X mesurés avec un débit moyen de 15,4 photons par seconde) ont validé la capacité de l'instrument TSXS à identifier le profil caractéristique du pulsar.   